# Jaume de Venècia
Jaume de Venècia fou un traductor medieval, que destaca per les versions de les obres d'Aristòtil, les quals traduí directament des del grec original al llatí, fent-les més accessibles a la comunitat d'erudits. El seu coneixement de la llengua grega permeté un apropament més acurat al missatge d'Aristòtil, que guanyaria en importància a la segona meitat de l'edat mitjana, especialment amb l'escolàstica. L'aportació de Jaume de Venècia s'emmarca dins l'anomenat renaixement del segle XII.